# Renzo Chiesa
Renzo Chiesa (Casalmaggiore, 8 settembre 1951) è un fotografo italiano.

## Biografia
A seguito della visione del film Blow-Up di Michelangelo Antonioni decide di dedicarsi alla fotografia, e rivolge il suo interesse verso gli artisti musicali, a partire da Jimi Hendrix che fotografa durante il tour italiano del 1968.
Diventato fotografo professionista, a partire dagli anni '70 si è dedicato alla realizzazione di alcune copertine per LP, tra cui alcune diventate iconiche come quella dell'album Dalla di Lucio Dalla, realizzata agli Stone Castle Studios di Carimate, che, s'incentra sul cappello di lana dell'artista sovrastato dai suoi occhiali ed è diventata iconica per il cantautore, o quella di Foto ricordo di Enzo Jannacci, ritratto con la sua famiglia su dei pattini a rotelle.
Tra le altre copertine vi sono quelle degli album Un gelato al limon di Paolo Conte, Album di Pierangelo Bertoli e L'incantautore di Mimmo Cavallo.
Dal 2018 è uno dei fotografi ufficiali del Premio Tenco
In 50 anni ha fotografato più di duecento tra artisti, gruppi e musicisti nazionali e internazionali
A novembre del 2022 ha pubblicato il libro 50 anni di ritratti della mia musica, edito da VoloLibero, con un'ampia selezione delle fotografie scattate da Renzo Chiesa a oltre duecento artisti musicali italiani e stranieri, tra cui i Rolling Stones, Joan Baez, Adriano Celentano e Ornella Vanoni, con una sezione dedicata al Concerto omaggio a Demetrio Stratos.